# Hannelore Unterberg
Hannelore Unterberg, née le 28 décembre 1940 à Altenbourg, est une réalisatrice et scénariste est-allemande.

## Biographie
Hannelore est la fille de Johanna et Werner Neupert. Sa mère était enseignante et son père commercial. Elle a grandi en Thuringe dans la ville d'Altenbourg. Dans son enfance, Hannelore devient marionnettistes et fait partie d'une troupe de théâtre amateur. À 14 ans, Hannelore vit seule avec sa mère, depuis que son père est passé à l'Ouest. Sa mère décide de lui faire suivre une formation d'institutrice en école maternelle. En 1958, Hannelore travaille dans une crèche mais elle prend bientôt des cours privés de théâtre, de diction et de dramaturgie. En 1967, elle étudie à l'école de cinéma de Potsdam-Babelsberg, la Hochschule für Film und Fernsehen Potsdam-Babelsberg et produit son premier court métrage pour enfant qui passera à la Deutscher Fernsehfunk.

## Filmographie non exhaustive

### En tant que réalisatrice
- 1970 : Der Mann und der kleine Junge
- 1971 : Von einem, der auszog, das Lügen zu lehren
- 1976 : Konzert für Bratpfanne und Orchester (de)
- 1983 : Isabelle dans l'escalier (Isabel auf der Treppe)
- 1986 : Der Junge mit dem großen schwarzen Hund (de)
- 1987 : … und ich dachte, du magst mich (de)
- 1989 : Verflixtes Mißgeschick! (de)

### En tant que scénariste
- 1970 : Der Mann und der kleine Junge
- 1989 : Verflixtes Mißgeschick! (de)

### En tant qu'assistante réalisateur
- 1974 : … verdammt, ich bin erwachsen (de) de Rolf Losansky (de)